# 克劳斯·贝伦斯
克劳斯·贝伦斯（德語：Klaus Behrens，1941年8月3日—2022年9月19日），德国男子赛艇运动员。他曾代表德国联队参加1964年夏季奥林匹克运动会赛艇比赛，获得男子八人单桨有舵手银牌。